# Liste der Fließgewässer im Flusssystem Elsava

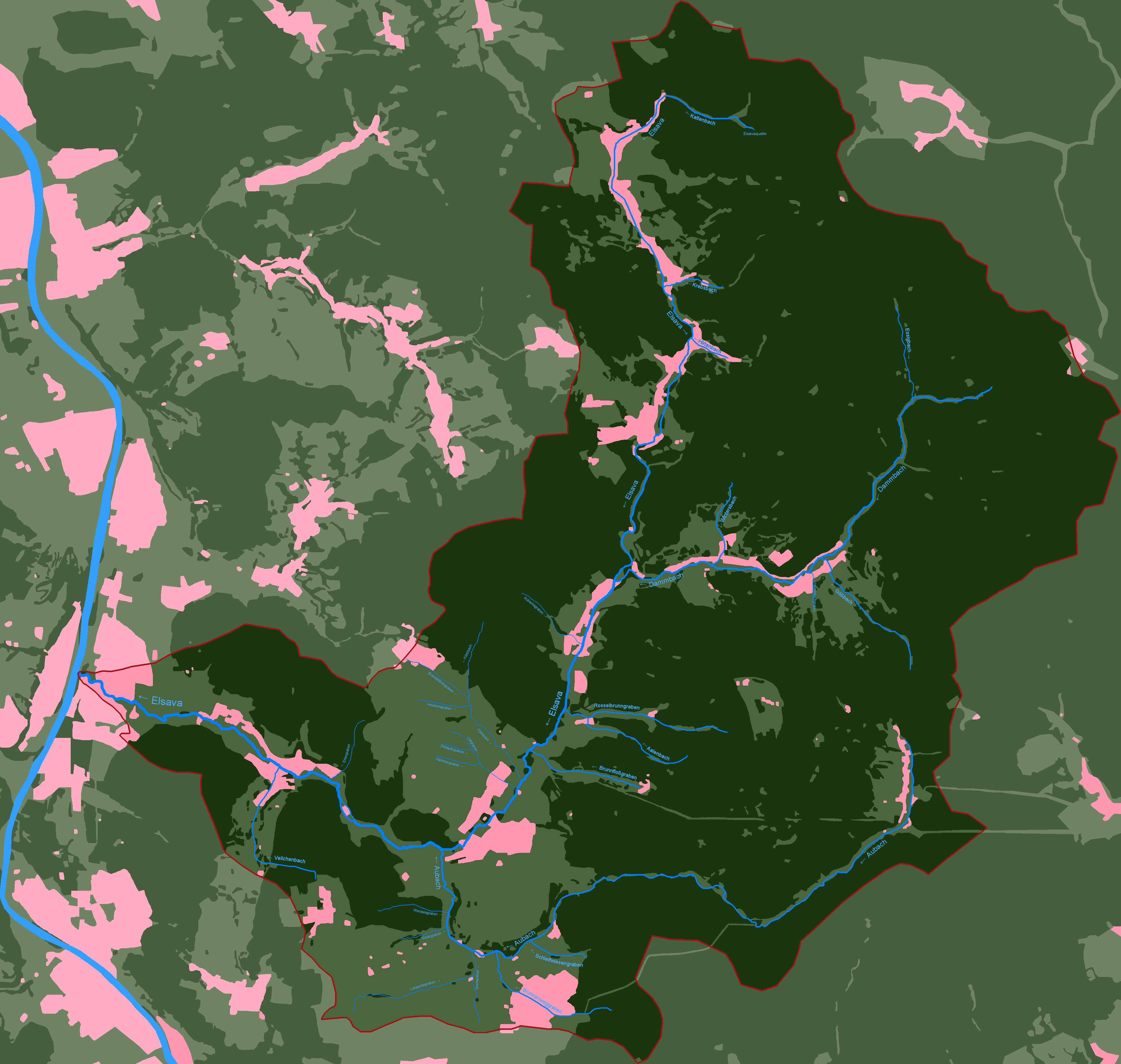
Fließgewässer im Flusssystem Elsava

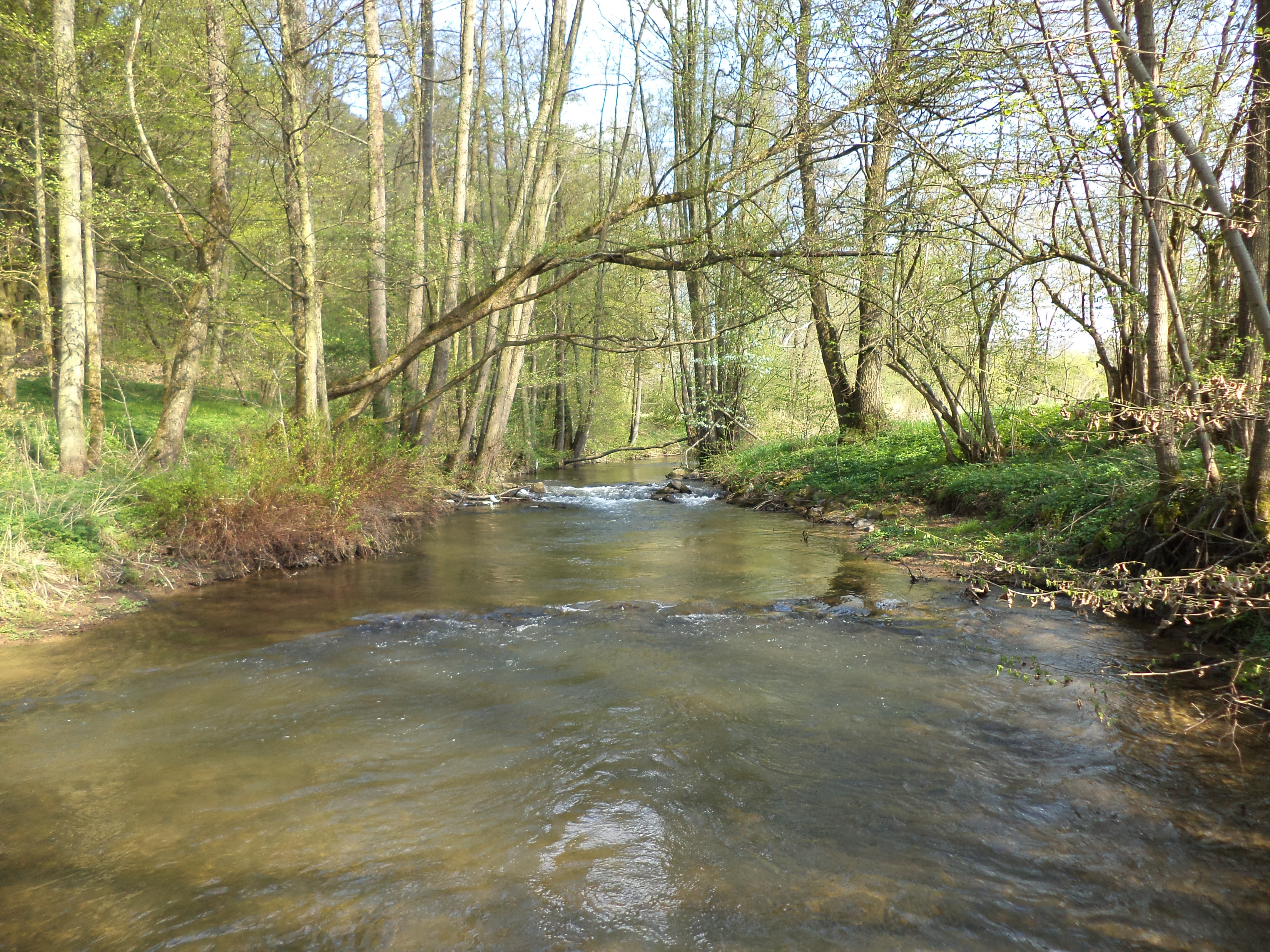
Die Elsava bei Eschau

Die Liste der Fließgewässer im Flusssystem Elsava umfasst alle direkten und indirekten Zuflüsse der Elsava, soweit sie namentlich auf der Topographischen Karte 1:10000 Bayern Nord (DK 10), im Kartenwerk des Stadtplandienstes der Euro-Cities AG oder im Kartenservicesystem des Bayerischen Landesamts für Umwelt (LfU) aufgeführt werden.
Namenlose Zuläufe und Abzweigungen werden nicht berücksichtigt. Wenn der Gewässername sich nach dem Zusammenfluss zweier Gewässerabschnitte ändert, werden die beiden Zuflüsse als Quellzuflüsse separat angeführt, ansonsten erscheint der Teilbereichsname in Klammern. Die Längenangaben werden auf eine Nachkommastelle gerundet. Die Fließgewässer werden jeweils flussabwärts aufgeführt. Die orografische Richtungsangabe bezieht sich auf das direkt übergeordnete Gewässer. Teilflusssysteme mit mehr als 20 Fließgewässern sind in eine eigene Liste ausgelagert (→).

## Elsava
Die Elsava ist ein 25 Kilometer langer rechter Zufluss des Mains in Unterfranken.

## Zuflüsse

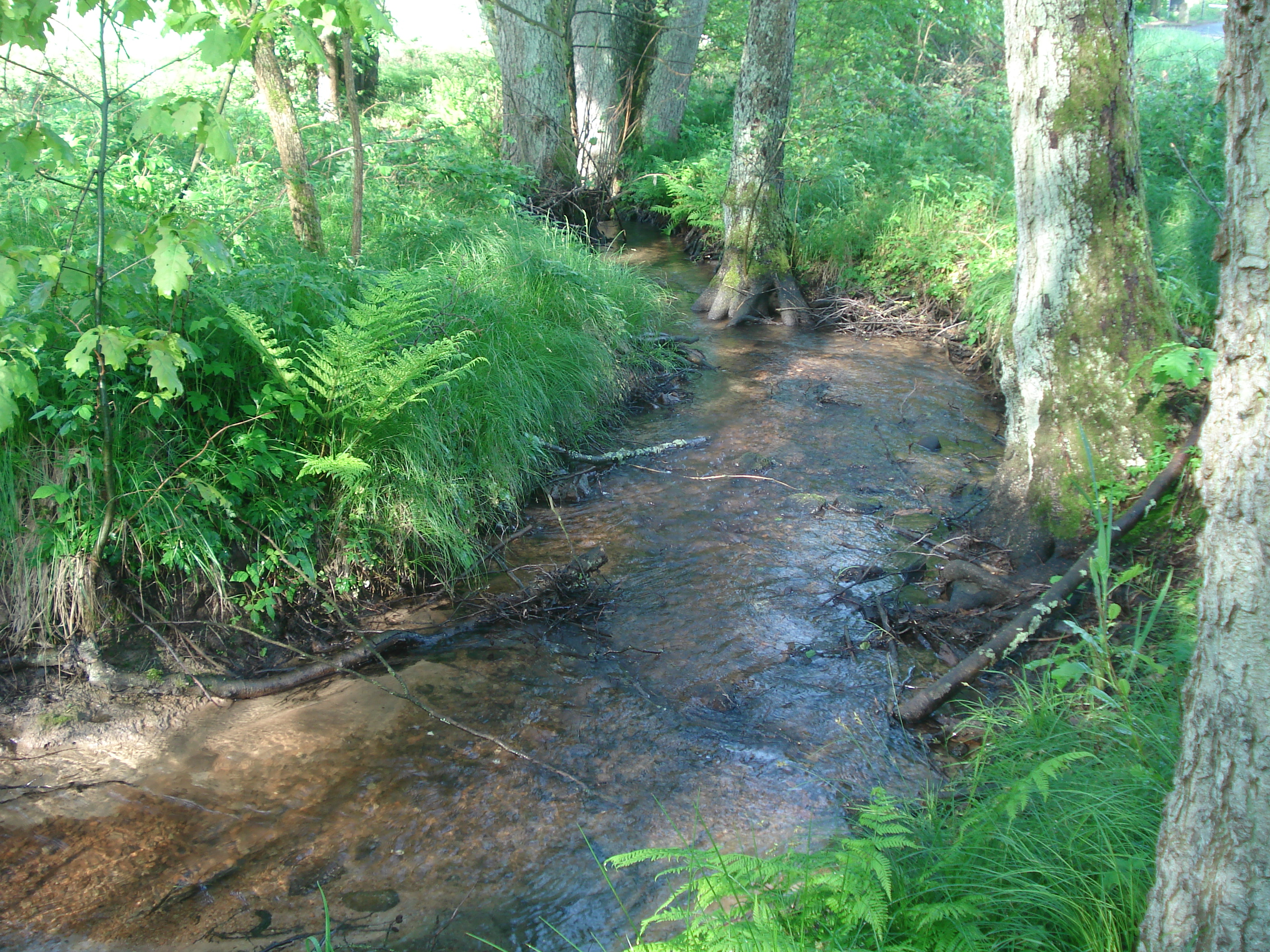
Der Krebsbach

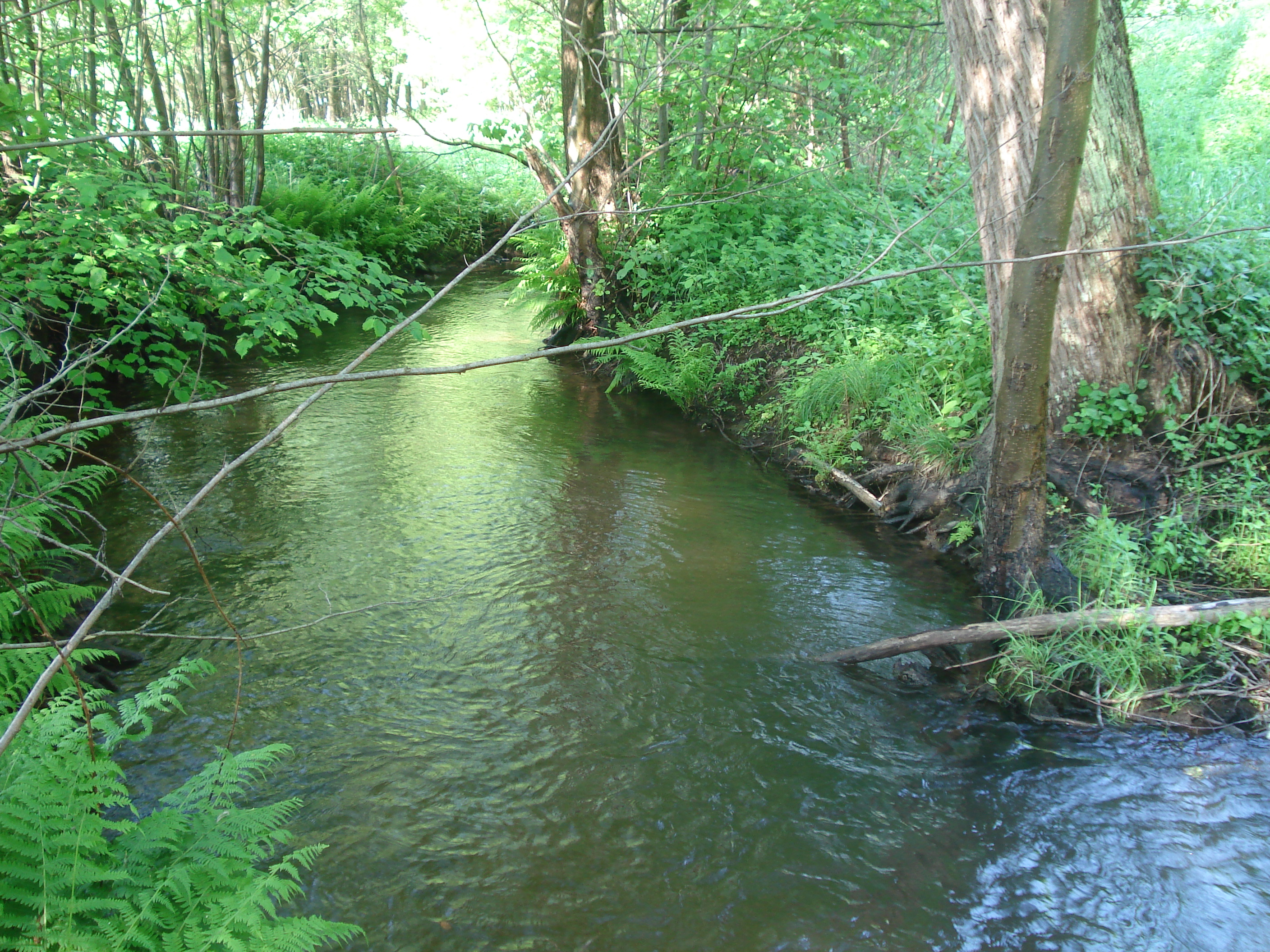
Der Dammbach

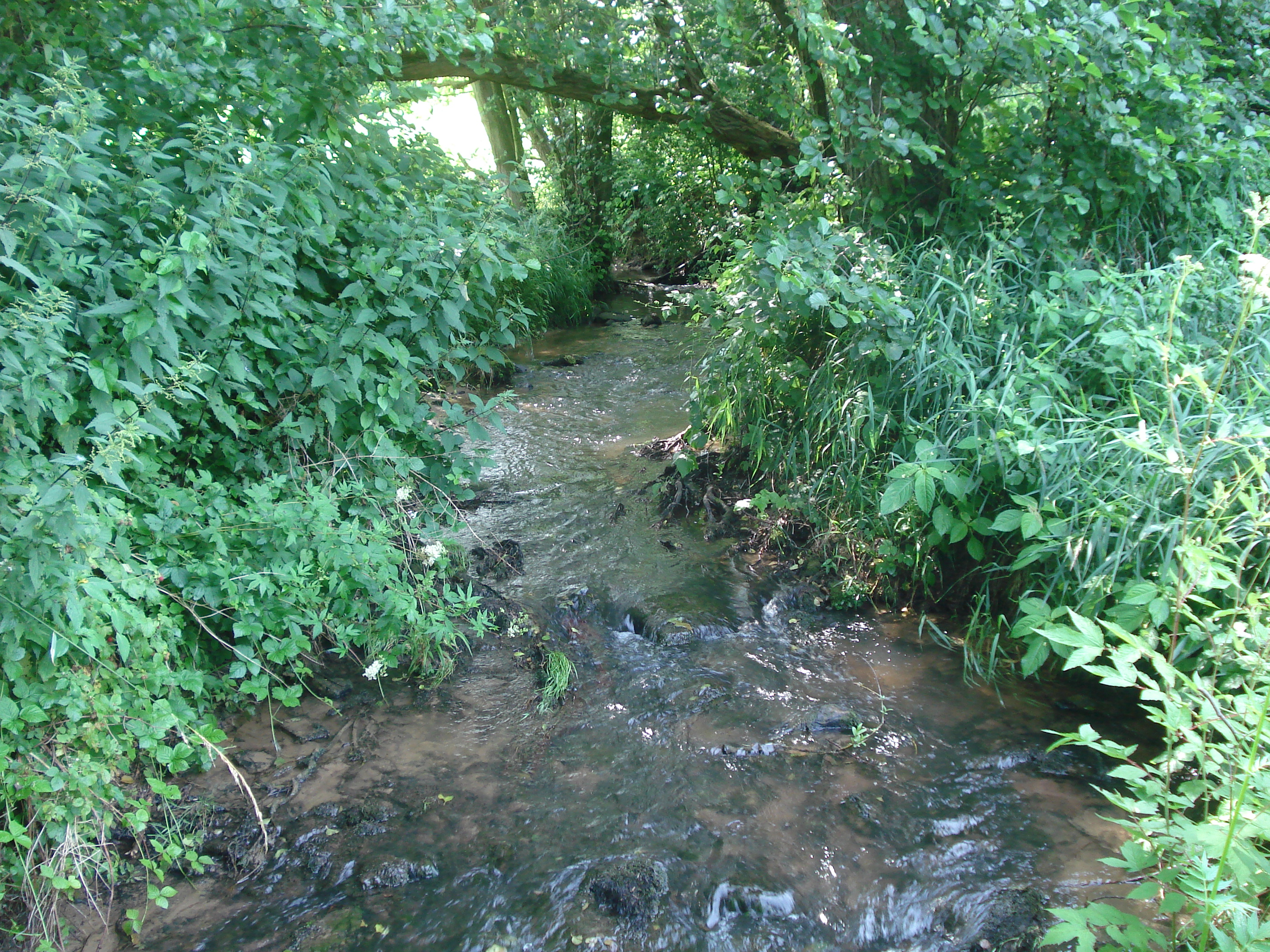
Der Aubach

Direkte und indirekte Zuflüsse der Elsava
 Elsavaquelle (350 m ü. NHN)
- Krebsbach (links)
- Hirtenbach[A 1] (links)
- Dammbach (links)
  - Essigbach[1] (rechts)
  - Gößbach (links)
  - Krausenbachgraben (links)
  - Wintersbach (rechts)
- Aubachsgraben (rechts)
- Rosselbrunngraben (links)
  - Aalenbach (rechts)
- Brunnfloßgraben (Rechbach[2]) (links)
- Künzbach (rechts)
  - Brandstützengraben (rechts)
  - Heubertsgraben (rechts)
- Listgraben (rechts)
  - Dreispitzgraben (rechts)
  - Hammergraben (rechts)
- Aubach (links), 13,8 km
  - Katersgrund[3] (Katersdelle[4]) (rechts)
  - Kriegsgrund[3] (Agnesgrund[4]) (rechts)
  - Schleifwiesengraben (links)
  - Brunnenweggraben[3] (links)
  - Dreisgraben (links)
    - Langentalgraben (links)

  - Sielergraben (links)
  - Wendelsgraben (links)
- Erlengraben (rechts)
- Veilchenbach (links)